# Giovanni delle Bande Nere (croiseur)
Pour les articles homonymes, voir Giovanni delle Bande Nere (homonymie).
Le Giovanni delle Bande Nere était un croiseur léger de classe Alberto da Giussano ayant servi dans la Regia Marina pendant la Seconde Guerre mondiale. Il fut baptisé en l'honneur de Jean des Bandes Noires, condottiere Italien de la Renaissance.

## Historique
Le Bande Nere forme la 2e Division de croiseurs avec son sister-ship, le Bartolomeo Colleoni. Il effectue sa première mission le 10 juin 1940, opération consistant à mouiller des mines dans le détroit de Sicile avant la couverture d'un convoi de transport de troupes entre Naples et Tripoli.
Le croiseur léger connait son baptême du feu lors de la bataille de Punta Stilo le 7 juillet 1940 de laquelle il ressort indemne, à la différence de la bataille du cap Spada le 19 juillet, où il encaisse un obus de 6 pouces du HMAS Sydney, bourreau de son sister-ship Bartolomeo Colleoni. Il est ensuite affecté à la 4e Division de croiseurs. Le 8 mai 1941, il participe aux infructueuses attaques de l'axe contre le convoi Tiger.
Le 20 octobre 1941, il est affecté à une force navale spéciale, et ce jusqu'au 3 janvier 1942, date à laquelle il rejoint la 8e Division de croiseurs. Au mois de février 1942, il participe à l'opération K7, soit la couverture d'un convoi de ravitaillement entre Corfou, Messine et Tripoli.
Le 20 mars 1942, le convoi MW 10 - composé de quatre transports - appareille d'Alexandrie sous l'escorte du croiseur Carlisle et de six destroyers. À 18 h 00, soit 11 heures après le convoi, l'Amiral Vian quitte Alexandrie avec sous ses ordres les croiseurs Cleopatra, Dido, Euryalus et quatre destroyers. Le 22 mars, le reste de la Force K (croiseur Penelope et destroyer Legion) retrouve la force de l'Amiral Vian, suivis bientôt de sept destroyers. Le convoi MW 10 a été repéré dès le 21 mars par un Ju52 puis par un sous-marin italien. La Marine italienne déploie les croiseurs Giovanni delle Bande Nere, Gorizia et Trento ainsi que 4 destroyers quittant Messine, suivis bientôt du cuirassé Littorio et de six destroyers venant de Tarente. Le lendemain à 14 h 24, les croiseurs de l'Amiral Angelo Parona (en) sont au contact de ceux de l'Amiral Vian. Après un bref échange de tirs, les italiens font demi-tour, espérant attirer les forces anglaises vers le cuirassé, mais l'Amiral Vian ne tombe pas dans le piège ; une attaque d'avions torpilleurs SM79 échoue. À 16 h 18, les deux forces engagent le combat et, en dépit d'une infériorité écrasante, les Anglais attaquent de toutes leurs forces, aidés par les écrans de fumée, la fumée des tirs et les embruns. Le Cleopatra et l'Euralyus sont cependant endommagés. L'Amiral Vian est sauvé par une attaque à la torpille à 6 000 mètres, obligeant les italiens à manœuvrer. C'est ainsi que s'achève la Deuxième bataille de Syrte.
En apparence, les Britanniques ont gagné, mais en réalité cette bataille a ralenti le convoi qui perdra le lendemain 23 mars quatre navires, coulés par de violentes attaques aériennes et une faible part du matériel arrivera à Malte.
Le 1er avril 1942, le Giovanni delle Bande Nere quitte Messine pour La Spezia en compagnie du destroyer Aviere et du patrouilleur Libra. Endommagé par les combats et la tempête, il doit gagner la Ligurie pour être réparé. À onze miles du Stromboli, vers 9 h 00, le groupe est intercepté par le sous-marin britannique Urge qui lance des torpilles, deux frappant le croiseur léger qui se casse en deux avant de couler très rapidement. 381 hommes d'équipage périssent dans cette attaque.